# Mouvement Jeunes Femmes
Le mouvement Jeunes Femmes est une association féministe en France, fondée en 1955 et regroupant de jeunes mères de famille. 

## Histoire
En 1946, au sein des Unions chrétiennes de jeunes filles (UCJF), une association protestante française, naît un groupe qui voudrait réfléchir à la vocation de femmes mariées et de chrétiennes, à l'origine du mouvement Jeunes Femmes. En 1949, l'Association des groupes jeunes femmes devient en 1949 le mouvement Jeunes Femmes. Ces femmes discutent des grands thèmes de société : euthanasie, contraception,sexualité, avortement, suicide... dans une approche théologique, éthique et sociale. 
Un premier congrès a lieu en 1955, conduit par des jeunes filles protestantes de la Fédération française des associations chrétiennes d'étudiants, de la Fédération française des éclaireuses (scoutisme protestant féminin) et de l'UCJF : Suzette Duflo, Francine Dumas, Jeanne Lebrun, Sylvaine Moussat et Christiane Rigal. Les statuts sont déposés en 1956. En 1955, Suzette Duflo contacte Marie-Andrée Lagroua Weill-Hallé après le procès des époux Bac. Le mouvement Jeunes Femmes s'engage pour la fondation de la Maternité heureuse, à l'origine du Mouvement français pour le planning familial.
En 1969, le mouvement Jeunes Femmes devient un mouvement d'éducation permanente. Dans les années 1970, il suit la tendance des mouvements féministes plus radicaux. En 1971, il se sécularise et perd ses références protestantes. En 1981, il se divise en deux. Une branche du mouvement poursuit ses activités de manière laïque et féministe, une autre branche du mouvement crée le groupe Orsay, qui reprend les aspects de réflexions théologiques féministes protestants et œcuméniques,,.

## Personnalités associées au mouvement
- Simone Iff
- Suzette Duflo
- Nancy Atger[7]
- Francine Dumas

## Groupes associés au mouvement
Le Groupe Femmes-Meyrin, basé à Meyrin en Suisse, est rattachée à ses débuts au mouvement Jeunes Femmes,.